# Крив си само ти
Крив си само ти је једанаести студијски албум певачице Ане Бекуте и први који је објавила Гранд продукција. Објављен је 1999. године. На албуму се налази један од највећих Аниних хитова - песма Успомене.

## Песме на албуму
| Р.бр. | Песма           | Музика           | Текст             | Аранжман     |
| ----- | --------------- | ---------------- | ----------------- | ------------ |
| 1.    | Крив си само ти | ххх              | ххх               | Енџи Маврић  |
| 2.    | Не живим сама   | Стева Симеуновић | Стева Симеуновић  | Енџи Маврић  |
| 3.    | Успомене        | Чеда Чворак      | Чеда Чворак       | Енџи Маврић  |
| 4.    | Зелене очи      | Рођа Раичевић    | Весна Петковић    | Дејан Абадић |
| 5.    | Ужице и Чачак   | Рођа Раичевић    | Весна Петковић    | Дејан Абадић |
| 6.    | Моје мило       | Божа Николић     | Весна Петковић    | Енџи Маврић  |
| 7.    | Остаћу ја       | Зоран Матић      | Зоран Матић       | Дејан Абадић |
| 8.    | Годинама        | Рођа Раичевић    | Љиљана Јевремовић | Енџи Маврић  |